# Camp Hadrian
Camp Hadrian was een Nederlandse basis gelegen nabij de Afghaanse stad Deh Rawod in het zuidwesten van de provincie Uruzgan. Hadrian is een vernoeming naar de Romeinse keizer Hadrianus. Hij staat vooral bekend vanwege de muur van Hadrianus die hij in Engeland liet bouwen om de agressor buiten te houden.

## Algemeen
In Camp Hadrian waren zo’n driehonderd militairen gelegerd. Het was kamp gebouwd door 102 constructie compagnie. De hoofdmoot van de troepen bestond uit infanterie (één compagnie) ondersteund door specialisten van andere wapens en dienstvakken. De basis ligt zo'n zestig kilometer ten westen van de andere Nederlandse basis, Kamp Holland, dat ook deel uitmaakte van Task Force Uruzgan. De opdracht van de Nederlanders was het scheppen van veiligheid in het gebied en het stimuleren van de wederopbouw.